# August Häussermann
August Häussermann (* 1887 in Cannstatt; † 1954 in Stuttgart) war gelernter Maschineningenieur der Maschinenbauschule Esslingen.
Nach dem Studium arbeitete er als Assistent von Robert Bosch, danach als Betriebsleiter des Pressenherstellers Schuler AG in Göppingen. Dort entwickelte August Häussermann das Konzept, Lamellen als Verschleißteile von Kupplungen und Getrieben, wie zum Beispiel deren Lamellen auf neue Weise in eigenen Produktionsanlagen selbst zu produzieren.
1927 gründete August Häussermann die Firma Lamellen- und Kupplungsbau August Häussermann in Esslingen-Mettingen, aus der die LuK GmbH & Co. KG in Bühl/Baden und die Häussermann Lamellen GmbH hervorgegangen sind. Das Unternehmen produzierte unter dem Markennamen „LuK“ Kupplungslamellen für die Kfz-Industrie, für Lokomotivgetriebe und Flugmotoren sowie für den allgemeinen Maschinenbau. Die Produktpalette erweitert sich rasch auf Lamellen für Motorräder. Bald fertigte die LuK auch komplette Lamellen-Kupplungen für den Maschinen- und Kraftfahrzeugbau. Sein Sohn Kurt Häussermann trat 1939 als Technischer Leiter in das Unternehmen ein.